# Hải chiến cảng Lữ Thuận
Hải chiến cảng Lữ Thuận là trận hải chiến giữa Hải quân Đế quốc Nga và Hải quân Đế quốc Nhật Bản tại cảng Lữ Thuận trong hai ngày 8 và 9 tháng 2 năm 1904. Đây là trận mở đầu của Chiến tranh Nga-Nhật 1904-1905. Trận chiến bắt đầu bằng một cuộc tấn công bất ngờ trong đêm mùng 8 của một toán khu trục hạm Nhật Bản vào hạm đội Thái Bình Dương của Nga đang neo đậu tại cảng Lữ Thuận ở Mãn Châu. Tiếp theo vào sáng mùng 9, diễn ra cuộc giao tranh giữa các tàu chiến của hai bên. Trận chiến kết thúc bất phân thắng bại, tuy nhiên từ đó hạm đội của Nga bị hải quân Nhật phong tỏa tại Lữ Thuận cho đến tận tháng 5 năm 1904.

## Bối cảnh
Chiến tranh Nga-Nhật mở đầu bằng cuộc tấn công bất ngờ của Hải quân Đế quốc Nhật Bản vào Hạm đội Thái Bình Dương Nga đóng tại cảng Lữ Thuận (còn gọi là cảng Athur) và cảng Chemulpo (nay là cảng Incheon).
Kế hoạch ban đầu của Đô đốc Togo là đột kích vào cảng Arthur với Sư đoàn 1 của Hạm đội liên hợp, bao gồm các thiết giáp hạm Hatsuse, Shikishima, Asahi, Fuji và Yashima, dẫn đầu là kỳ hạm Mikasa, và Sư đoàn 2, bao gồm các tuần dương hạm Iwate, Azuma, Izumo, Yakumo và Tokiwa. Những tàu chính yếu này được hộ tống bởi 13 khu trục hạm và khoảng tàu phóng lôi nhỏ. Lực lượng Dự bị bao gồm các tuần dương hạm Kasagi, Chitose, Takasago và Yoshino. Với sức mạnh vượt trội và yếu tố bất ngờ, ông hy vọng có thể giáng một đòn chí tử vào hạm đội Nga trước khi quan hệ ngoại giao giữa 2 chính phủ Nga - Nhật bị cắt đứt.
Về phía Nga, Phó đô đốc Oskar Victorovich Stark có các thiết giáp hạm Petropavlovsk, Sevastopol, Peresvet, Pobeda, Poltava, Tsesarevich và Retvizan, trợ lực bằng các tuần dương hạm Pallada, Diana, Askold, Novik, và Boyarin, tất cả đều thả neo trong sự bảo vệ ở căn cứ hải quân Arthur. Tuy nhiên, việc phòng thủ cảng Arthur không xứng với tầm cỡ của nó, vì chỉ có một số ít pháo bờ biển được triển khai, ngân quỹ để tăng cường phòng thủ được chia cho cảng Đại Liên ở gần đó, và phần lớn giới sĩ quan đang tổ chức một bữa tiệc tại nhà Đô đốc Stark vào đêm ngày 9 tháng 2 năm 1904.
Vì Đô đốc Togo đã nhận được thông tin sai lầm từ điệp viên địa phương ở trong và xung quanh cảng Arthur rằng lính giữ cảng trong đồn đang ở trong tình trạng báo động cao, ông không muốn mạo hiểm những chiến thuyền quý giá của mình với pháo bờ biển Nga và do đó giữ hạm đội chính của mình ở lại. Thay vào đó, lực lượng khu trục hạm được chia làm hai thê đội tấn công, một thê đội với các đội tàu nhỏ số 1, 2 và 3 tấn công cảng Arthur, và thê đội kia với đội tàu nhỏ số 4 và 5 tấn công căn cứ Nga ở Đại Liên.

## Cuộc tấn công đêm 8 tháng 2 năm 1904
Vào khoảng 22 giờ 30 ngày 8 tháng 2 năm 1904, thê đội tấn công cảng Arthur gồm 10 khu trục hạm giáp mặt với các khu trục hạm Nga đi tuần. Người Nga được lệnh không được bắt đầu trận đánh, và báo cáo với sở chỉ huy. Tuy vậy, vì cuộc chạm trán này mà 2 khu trục hạm Nhật Bản đụng nhau và rớt lại phía sau, những tàu còn lại trở nên phân tán. Khoảng 00 giờ 28 ngày 9 tháng 2 năm 1904, 4 khu trục hạm Nhật Bản đầu tiên tiếp cận cảng Arthur mà không bị phát hiện, phóng ngư lôi tấn công tàu Pallada (trúng giữa thân tàu, bốc cháy và lật úp) và tàu Retvizan (bị thủng một lỗ ở mũi tàu). Các khu trục hạm khác của Nhật Bản không thành công được như thế, vì họ đến quá muộn và mất đi yếu tố bất nhờ, và tấn công đơn lẻ thay vì theo nhóm. Tuy vậy, họ cũng có thể vô hiệu hóa tàu chiến mạnh nhất của hạm đội Nga, thiết giáp hạm Tsesarevitch. Khu trục hạm Nhật Bản Oboro tấn công lần cuối, khoảng 2 giờ sáng, lúc này người Nga đã thức dậy hết, đèn pha rọi và hỏa lực giúp việc tấn công bằng thủy lôi thực hiện được ở tầm gần và tăng độ chính xác.
Cho dù có được điều kiện lý tưởng của một cuộc tấn công bất ngờ, kết quả tương đối nghèo nàn. Trong số 16 thủy lôi được phóng ra, chỉ có ba cái trúng đích và phát nổ. Nhưng thần may mắn không đứng về phía người Nga vì 2 trong số 3 thủy lôi bắn trúng những thiết giáp hạm tốt nhất: Retvizan và Tsesarevich, cũng như tuần dương hạm hộ vệ Palladaphải nằm bất động đến hàng tuần lễ.

## Đụng độ trên mặt biển ngày 9 tháng 2 năm 1904
Sau cuộc tấn công đêm, lúc 8 giờ sáng, Đô đốc Togo cử thuộc cấp của mình, Phó Đô đốc Shigeto Dewa, với 4 tuần dương hạm làm nhiệm vụ trinh sát khu thả neo của cảng Arthur và đánh giá thiệt hại. Cho đến 9 giờ, Phó Đô đốc Dewa đã đến đủ gần để nhìn thấy hạm đôi Nga qua làn sương mờ buổi sáng. Ông thấy có 12 thiết giáp hạm và tuần dương hạm, 3 hay 4 chiếc dường như bị hư hại nặng hay bị mắc cạn. Các tàu nhỏ ở ngoài đường vào cảng lộn xộn thấy rõ. Dewa tiến đến cách vịnh khoảng 7.500 yard (6.900 m), nhưng không có tàu Nhật nào bị phát hiện, ông tự cho rằng cuộc tấn công đêm đã làm tê liệt thành công hạm đội Nga, và giảm tốc để báo cáo với Đô đốc Togo. Khi Dewa tiến đến gần hơn 3 hải lý (6 km), không nghi ngờ gì nữa, kết luận của ông là sai.
Không biết rằng Hạm đội Nga đã sẵn sàng chiến đấu, Dewa hối thúc Đô đốc Togo rằng thời điểm này đặc biệt thuận lợi cho hạm đội chính tấn công chớp nhoáng. Mặc dù Togo thích lừa Hạm đội Nga ra khỏi sự bảo vệ của pháo bờ biển, kết luận lạc quan sai lầm của Dewa có nghĩa là sự mạo hiểm đã bị phủ nhận. Đô đốc Togo ra lệnh cho Sư đoàn 1 tấn công cảng, với Sư đoàn 3 dự bị ở cánh.
Khi tiến gần đến cảng Arthur, người Nhật gặp tuần dương hạm Nga Boyarin, lúc này đang đi tuần. Boyarin bắn vào tàu Mikasa ở khoảng cách rất xa, rồi quay đầu bỏ chạy. Vào lúc 11 giờ sáng, ở khoảng cách khoảng 8.000 yard (7.000 m), trận chiến giữa hai Hạm đội Nga Nhật bắt đầu. Quân Nhật tập trung pháo hỏa lực cỡ 12 inch vào tấn công các pháo bờ biển trong khi dùng các pháo cỡ nòng 8 inch và 6 inch bắn vào các con tàu Nga. Cả hai bên đều bắn kém, nhưng người Nhật đánh trọng thương các tàu Novik, Petropavlovsk, Poltava, Diana và Askold. Tuy vậy, sớm có bằng chứng để nói Dewa đã phạm một lỗi nghiêm trọng. Trong 5 phút đầu của trận đánh, tàu Mikasa bị trúng một quả đạn nảy, nổ tung trên tàu, làm bị thương kỹ sư trưởng, sĩ quan cận vệ đô đốc, và 5 thủy thủ và sĩ quan khác, phá hỏng đài chỉ huy thuyền trưởng ở cuối tàu.
Lúc 12 giờ 20, Đô đốc Togo quyết định thu nhặt xác chết và thoát khỏi cái bẫy. Đây là một bước đi vô cùng nguy hiểm khi phơi cả hạm đội ra trước họng pháo bờ biển của quân Nga. Bất chấp hỏa lực mạnh, các thiết giáp hạm Nhật Bản vẫn hoàn thành được cuộc tấn công và nhanh chóng rút ra khỏi tầm bắn. Các tàu Shikishima, Iwate, Fuji và Hatsuse đều trúng đạn. Các tuần dương hạm của Phó Đô đốc Hikonojo Kamimura cũng bị trúng đạn khi chúng đến điểm ngoặt. Vào lúc này, chiếc Novik chỉ cách các tuần dương hạm Nhật Bản khoảng 3300yard (3.000m) và bắn một loạt ngư lôi. Tất cả đều trượt và chiếc Novik lãnh lại một đòn nặng ở dưới mực nước.

## Kết quả
Hải chiến cảng Arthur do đó kết thúc bất phân thắng bại. Người Nga thương vong 150 người, người Nhật khoảng 132 người. Mặc dù không có chiếc tàu nào chìm ở cả hai phía, nhưng nó phải chịu hư hại nặng nề. Tuy vậy, người Nhật sửa được tàu tại cảng cạn ở Sasebo, trong khi hạm đội Nga có rất ít khả năng sửa chữa ở cảng Arthur.
Rõ ràng là Phó Đô đốc Dewa đã không thể đưa đoàn tàu do thám của mình đến đủ gần, và khi tình hình thực tế đã rõ ràng, thì đây là điều bào chữa cho mục tiêu của Đô đốc Togo không chạm trán kẻ địch dưới hỏa lực pháo bờ biển. Lời tuyên chiến chính thức giữa Nga và Nhật được ban bố ngày 10 tháng 2 năm 1904, 1 ngày sau trận đánh.

## Các hoạt động hải quân sau đó tại cảng Arthur, từ tháng 2 đến tháng 5 năm 1904
Ngày 11 tháng 2 năm 1904, tàu thả thủy lôi Nga Yeneisei bắt đầu rải thủy lôi ở đường vào cảng Arthur. Một trong những quả thủy lôi này bị cuốn vào bánh lái của con tàu, phát nổ và làm tàu chìm, mất 120 trên tổng số 200 người trên tàu. Chiếc Yeneisei cũng chìm với tấm bản đổ định vị vị trí thủy lôi. Tàu Boyarin, được cử đi điều tra tai nạn, cũng vướng phải mìn, và bị bỏ đi, mặc dù vẫn nổi. Nó chìm 2 ngày sau đó sau khi trúng phải quả thủy lôi thứ hai.
Mặc dù Đô đốc Togo lại khởi hành từ Sasebo ngày 14 tháng 2 năm 1904, với tất cả các tàu trừ chiếc Fuji. Sáng ngày 24 tháng 2 năm 1904, ông làm đắm 5 tàu vận tải cũ để ngăn đường vào cảng Arthur, kìm chân Hạm đội Nga ở bên trong. Kế hoạch này bị chặn đứng bởi chiếc Retvizan, vẫn thả neo ở ngoài cảng, và vị Tổng đốc Alexeiev hoan hỉ gửi điện tín cho Sa hoàng Nicolas II về thắng lợi vĩ đại của mình. Khi ánh bình minh hé lộ sự thật, chắc hẳn họ phải gửi đi thêm một bức điện nữa.
Ngày 8 tháng 3 năm 1904, Phó Đô đốc Nga Stepan Makarov đến cảng Arthur để nhận nhiệm vụ chỉ huy thay cho viên Đô đốc thiếu may mắn Stark; do đó làm tăng sĩ khí quân Nga. Ông giương cờ của mình lên chiến hạm Askold mới được sửa. Sáng ngày 10 tháng 3 năm 1904, Hạm đội Nga mở cuộc tấn công, đánh vào hạm đội Nhật đang bao vây, nhưng không có mấy hiệu quả. Đêm ngày 10 tháng 3 năm 1904, quân Nhật cố dùng mưu cử 4 khu trục hạm đến gần cảng. Quân Nga sập bẫy, và cử 5 khu trục hạm đuổi theo; và rồi thì quân Nhật thả thủy lôi chặn đường vào cảng và đến vị trí chặn đường về của các khu trục hạm. 2 khu trục hạm Nga bị chìm, bất chấp nỗ lực giải cứu của Đô đốc Makarov.
Ngày 22 tháng 3 năm 1904, 2 chiếc Fuji và Yashima bị Hạm đội Nga do Đô đốc Makarov chỉ huy tấn công, và chiếc Fuji buộc phải rút lui về Sasebo để sửa chữa. Hạm đội Nga tự tin hơn và được huấn luyện tốt hơn nhờ Đô đốc Makarov.
Đáp lại, ngày 27 tháng 3 năm 1904, Togo lại cố gắng phong tỏa cảng Arthur, lần này dùng thêm 4 chiếc tàu vận tải cũ chất đầy đá và xi măng. Cuộc tấn công lại thất bại vì những con tàu vận tải này chìm từ quá xa đường vào cảng.
Ngày 13 tháng 4, Makarov (nay đã chuyển kỳ hạm của mình lên chiếc Petropavlovsk) rời cảng để trợ giúp cho thê đội khu trục hạm ông đã điều lên phía Bắc do thám ở Đại Liên. Ông được hộ tống bởi các con tàu Askold, Diana, Novik, Poltava, Sevastopol, Pobieda, và Peresvyet. Hạm đội Nhật đang chờ đơi, và Makarov rút lui đến nơi nhận được sự bảo vệ của pháo bờ biển tại cảng Arthur. Tuy nhiên, khu vực này đã bị quân Nhật gài thủ lôi. Lúc 9 giờ 43, chiếc Petropavlovsk trúng phải 3 quả thủy lôi, phát nổ và chìm chỉ sau 2 phút. Thảm họa này giết chết 635 thủy thủ sĩ quan, trong đó có Đô đốc Makarov. Lúc 10:15, chiếc Pobieda cũng bị phá hỏng vì thủy lôi. Ngày hôm sau, Đô đốc Togo ra lệnh tất cả các cờ phải treo rủ, và ngày hôm đó là dành để thương tiếc cho địch thủ đã khuất của ông.
Ngày 3 tháng 5 1904, Đô đốc Togo cố gắng lần thứ 3 và lần cuối để chặn đường vào cảng Arthur, lần này với 8 tàu vận tải cũ. Nỗ lực này cũng thất bại, nhưng Đô đốc Togo tuyên bố thành công, do đó mở đường cho Tập đoàn quân số 2 Nhật Bản đổ bộ xuống Mãn Châu. Mặc dù cảng Arthur cũng như là bị phong tỏa, vì người kế thừa của Makarov thiếu sáng kiến, thương vong của quân Nhật cũng bắt đầu gia tăng, phần lớn là vì thủy lôi của Nga.